# K7리그 보은
K7리그 보은(K7 League Boeun)은 대한민국 충청북도 보은군에서 진행되는 축구 대회이다.

## 역사
2017년에 '디비전 7 보은군 리그'라는 이름으로 시작되었다. 2017시즌부터 6개의 선수단이 참여하고있다.

## 시즌별 결과
| 시즌   | 권역 | 참가 | 우승 | 준우승 | 승격          | 비고                               |
| ------ | ---- | ---- | ---- | ------ | ------------- | ---------------------------------- |
| 2017년 | 1개  | 6팀  |      |        |               |                                    |
| 2018년 | 1개  | 6팀  |      |        | 보은 영거 NFC | 승격팀은 2019 K6리그 충북 B에 참가 |
| 2019년 | 1개  | 6팀  |      |        |               |                                    |

## 같이 보기
- K7리그
- joinKFA - K7리그 보은 경기 결과